# Aeroportul Internațional Toronto Pearson

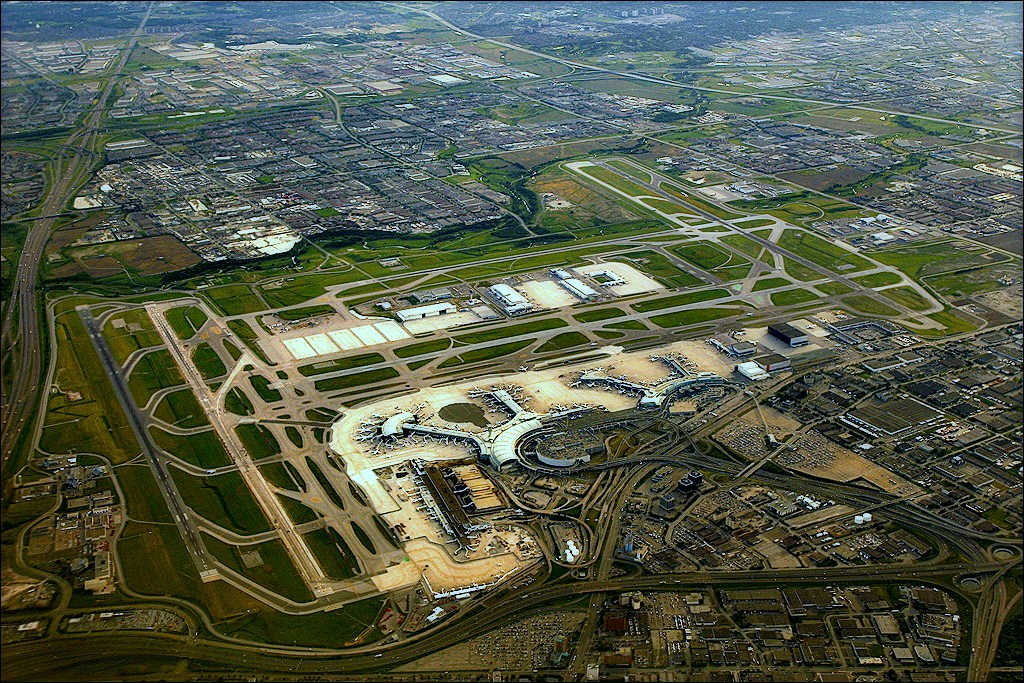
Vedere aeriala a aeroportului Toronto Lester B. Pearson

Aeroportul Internațional Toronto Leaster B. Pearson, (engleză Toronto Leaster B. Pearson International Airport, IATA: YYZ, ICAO: CYYZ), situat în Mississauga, la nord-vest de Toronto, Ontario este cel mai aglomerat aeroport al Canadei.

## Destinații
| Companie aeriene                                       | Destinații |
| ------------------------------------------------------ | --- |
| Aer Lingus                                             | Dublin (începând cu 21 aprilie 2014) |
| Aeroflot                                               | Moscova-Sheremetyevo |
| Air Canada                                             | Antigua, Aruba, Barbados, Beijing-Capital, Bermuda, Bogotá, Boston, Bruxelles, Buenos Aires-Ezeiza, Calgary, Cancún, Caracas, Chicago-O'Hare, Copenhaga, Cozumel, Deer Lake, Denver, Edmonton, Fort Lauderdale, Fort McMurray, Fort Myers, Frankfurt, Geneva, George Town/Exuma, Grand Cayman, Halifax, Havana, Hong Kong, Istanbul-Atatürk, Ixtapa/Zihuatanejo, Kelowna, Las Vegas, Lima, Londra-Heathrow, Los Angeles, Mexico City, Miami, Montego Bay, Montréal-Trudeau, München, Nassau, New York-LaGuardia, Newark, Orlando, Ottawa, Paris-Charles de Gaulle, Philadelphia, Phoenix, Providenciales, Puerto Vallarta, Regina, St. John's (NL), St. Lucia, San Diego, San Francisco, Santiago de Chile, São Paulo-Guarulhos, Saskatoon, Seattle/Tacoma, Seoul-Incheon, Shanghai-Pudong, Sydney (Australia), Tampa, Tel Aviv-Ben Gurion, Tokyo-Narita, Vancouver, Victoria, Washington-National, Winnipeg, Zürich Sezonier: Barcelona, Curaçao, Dublin (până la 30 septembrie 2013), Gander, Grenada, Huatulco, La Romana, Madrid, Portland (OR), Roma-Fiumicino, St. Kitts, St. Maarten, St. Thomas, San José del Cabo, San Juan, Sarasota, West Palm Beach |
| - Air Canada Express - operat de Air Georgian          | Albany (până la 3 septembrie 2013), Detroit, Grand Rapids (până la 3 septembrie 2013), Harrisburg, Hartford, Kingston (ON), Rochester (NY), Sarnia, Syracuse |
| - Air Canada Express - operat de Jazz Air              | Atlanta, Baltimore, Boston, Charlotte, Charlottetown, Chicago-O'Hare, Cincinnati, Cleveland, Columbus (OH), Dallas/Fort Worth, Detroit, Fredericton, Hartford, Houston-Intercontinental, Indianapolis, Kansas City, Kingston (ON), London (ON), Milwaukee, Minneapolis/St. Paul, Moncton, Montréal-Trudeau, Nashville, Newark, New Orleans, New York-JFK, North Bay, Ottawa, Pittsburgh, Québec City, Raleigh/Durham, Regina, Saint John (NB), St. Louis, Saskatoon, Sault Ste. Marie (ON), Sudbury, Sydney (NS), Thunder Bay, Timmins, Windsor, Winnipeg |
| - Air Canada Express - operat de Sky Regional Airlines | Boston, Newark, Philadelphia, Regina, Saskatoon, Winnipeg |
| Air Canada Rouge                                       | Cayo Coco/Cayo Guillermo, Dublin (începând cu 1 mai 2014), Holguin, Kingston (Jamaica), Liberia (Costa Rica), Puerto Plata, Punta Cana, Samaná, San José de Costa Rica, Santa Clara, Varadero Sezonier: Athens, Edinburgh, Veneția-Marco Polo |
| Air France                                             | Paris-Charles de Gaulle |
| Air Transat                                            | Cancún, Faro, Glasgow-International, Lisabona, Londra-Gatwick, Manchester (UK), Montego Bay, Montréal-Trudeau, Orlando, Porto, Punta Cana, Quebec City, Varadero Sezonier: Amsterdam, Antigua, Athens, Barcelona, Birmingham (UK), Bruxelles, Camaguey, Cayo Coco/Cayo Guillermo, Dublin, Fort Lauderdale, Istanbul-Atatürk, Lamezia Terme, Lyon, Madrid, Marseille, Nantes, Panama City, Paris-Charles de Gaulle, Puerto Plata, Puerto Vallarta, Roma-Fiumicino, Santa Clara, St. Lucia, Samaná, San José de Costa Rica, San Salvador, Shannon, Veneția-Marco Polo |
| Alitalia                                               | Roma-Fiumicino |
| American Airlines                                      | Dallas/Fort Worth, Los Angeles, Miami |
| American Eagle operat de American Eagle Airlines       | Chicago-O'Hare, New York-JFK, New York-LaGuardia |
| American Eagle operat de Republic Airlines             | Chicago-O'Hare (începând cu 27 august 2013) |
| Austrian Airlines operat de Tyrolean Airways           | Viena |
| Avianca                                                | San José de Costa Rica, San Salvador |
| British Airways                                        | Londra-Heathrow |
| Caribbean Airlines                                     | Georgetown-Cheddi Jagan, Grenada, Kingston (Jamaica), Port of Spain |
| Cathay Pacific                                         | Hong Kong |
| Condor Flugdienst                                      | Sezonier: Frankfurt |
| Copa Airlines                                          | Panama City |
| Cubana de Aviación                                     | Camaguey, Cienfuegos, Havana, Holguin, Varadero, Santa Clara |
| Delta Air Lines                                        | Atlanta |
| - Delta Connection - operat de ExpressJet              | Atlanta |
| - Delta Connection - operat de Pinnacle Airlines       | Boston, Cincinnati, Detroit, Minneapolis/St. Paul, New York-JFK |
| EgyptAir                                               | Cairo |
| El Al                                                  | Tel Aviv-Ben Gurion |
| Emirates                                               | Dubai |
| Ethiopian Airlines                                     | Addis Ababa |
| Etihad Airways                                         | Abu Dhabi |
| EVA Air                                                | Taipei-Taoyuan |
| Finnair                                                | Sezonier: Helsinki |
| Hainan Airlines                                        | Beijing-Capital |
| Icelandair                                             | Reykjavík-Keflavík |
| Jet Airways                                            | Bruxelles, Delhi |
| KLM                                                    | Amsterdam |
| Korean Air                                             | Seoul-Incheon |
| LOT Polish Airlines                                    | Varșovia-Chopin |
| Lufthansa                                              | Düsseldorf, Frankfurt |
| Pakistan International Airlines                        | Islamabad, Karachi, Lahore |
| Philippine Airlines                                    | Manila |
| SATA International                                     | Lisabona, Ponta Delgada, Porto Sezonier: Terceira |
| Sunwing Airlines                                       | Cancún, Cayo Coco/Cayo Guillermo, Grenada, Halifax, Holguin, Las Vegas, Mazatlan, Montego Bay, Orlando, Panama City, Port of Spain, Puerto Plata, Puerto Vallarta, Punta Cana, San José del Cabo, Santa Clara, St. Petersburg/Clearwater, Varadero Sezonier: Aruba, Belize City, Cozumel, Camaguey, Cienfuegos, Curaçao (începând cu 15 decembrie 2013), Fort Lauderdale, Gander, Huatulco, Kingston (Jamaica), La Romana, Liberia, Manzanillo, Nassau, Porto, Roatán, San Juan, St. Maarten, San José de Costa Rica, Santiago de Cuba, Stephenville, Vancouver |
| Transaero Airlines                                     | Moscova-Domodedovo (până la 26 octombrie 2013), Moscova-Vnukovo (începând cu 2 noiembrie 2013) |
| Turkish Airlines                                       | Istanbul-Atatürk |
| United Airlines                                        | Chicago-O'Hare, Washington-Dulles (începând cu 2 octombrie 2013) |
| - United Express - operat de CommutAir                 | Cleveland |
| - United Express - operat de ExpressJet                | Chicago-O'Hare, Cleveland, Houston-Intercontinental, Newark, Washington-Dulles |
| - United Express - operat de GoJet Airlines            | Chicago-O'Hare, Denver, Washington-Dulles |
| - United Express - operat de Republic Airlines         | Newark, Washington-Dulles (începând cu 1 august 2013) |
| - United Express - operat de Shuttle America           | Chicago-O'Hare, Denver, Newark, Washington-Dulles |
| - United Express - operat de SkyWest Airlines          | Denver, Houston-Intercontinental, Washington-Dulles |
| - US Airways Express - operat de Air Wisconsin         | Charlotte, Philadelphia, Washington-National |
| - US Airways Express - operat de Republic Airlines     | Charlotte, Philadelphia |
| WestJet                                                | Antigua, Aruba, Barbados, Bermuda, Calgary, Cancún, Cayo Coco/Cayo Guillermo, Charlottetown, Edmonton, Fort Lauderdale, Fort Myers, Grand Cayman, Halifax, Kelowna, Las Vegas, Liberia (Costa Rica), Miami, Moncton, Montego Bay, Montréal-Trudeau, Nassau, New York-LaGuardia, Orlando, Ottawa, Port of Spain, Providenciales, Puerto Plata, Puerto Vallarta, Punta Cana, Québec City, Regina, San Juan, Santa Clara, St. John's (NL), St. Lucia, St. Maarten, Samaná, Saskatoon, Tampa, Thunder Bay, Vancouver, Varadero, Winnipeg Sezonier: Cozumel, Curaçao, Deer Lake, Freeport, Fort McMurray, Holguin, La Romana, Myrtle Beach, Palm Springs, Sydney (NS), Victoria |